# Von der Wall Point
Der Von der Wall Point ist eine niedrige und vereiste Landspitze an der Südküste der Thurston-Insel vor der Eights-Küste des westantarktischen Ellsworthlands. Sie ragt in Richtung des nordöstlichen Endes der Sherman-Insel in den Peacock-Sund und wird vom Abbot-Schelfeis umgeben.
Die Position der Landspitze wurde anhand von Luftaufnahmen vom Dezember 1946 der US-amerikanischen Operation Highjump (1946–1947) bestimmt. Das Advisory Committee on Antarctic Names benannte sie 1960 nach John Henry Von der Wall (1893–1976), Zugmaschinenführer und Mechaniker bei der zweiten Antarktisexpedition (1933–1935) des US-amerikanischen Polarforschers Richard Evelyn Byrd.